# Aur Cino (Vii Koto)
Aur Cino is een bestuurslaag in het regentschap Tebo van de provincie Jambi, Indonesië. Aur Cino telt 2275 inwoners (volkstelling 2010).